# Avianca Group

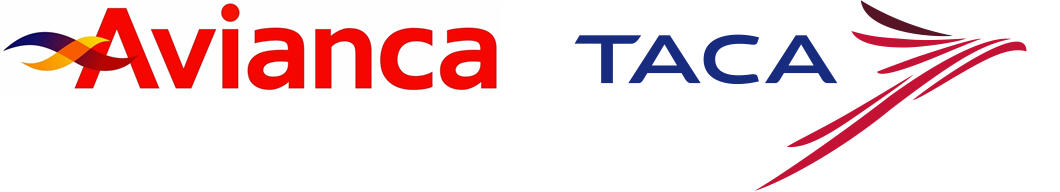
Logotipo da AviancaTaca que fizeram fusão desde 2010 e incorporação de TACA para a Avianca foi em 2013.

Avianca Group International Limited, anteriormente denominada Avianca Holdings e AviancaTaca, é uma empresa-mãe da aviação comercial, registrada no Reino Unido com sede em Bogotá, Colômbia, formada em fevereiro de 2010 através da fusão de duas companhias aéreas, sendo Avianca da Colômbia e TACA Airlines de El Salvador. Avianca foi a primeira linha aérea comercial de passageiros fundada na América e a segunda no mundo, depois da KLM. É terceira maior companhia na América do Sul.
A empresa foi renomeada para Avianca Holdings e é uma subsidiária do Synergy Group, um conglomerado privado brasileiro, baseado no Rio de Janeiro, liderada por CEO Germán Efromovich, um empresário brasileiro-colombiano. Avianca Holdings tem sede em Bogotá e desde Junho 2012 é membro da Star Alliance.
A empresa é a terceira maior companhia aérea na América Latina em receita, após a brasileira-chilena LATAM Airlines Group e a brasileira de aviação baixo custo Gol Linhas Aéreas e o segundo maior em tamanho da frota com mais de 170 aeronaves (inclusivo Avianca Brasil) que transportavam 24,6 milhões de passageiros em 2014. Avianca e a TACA servem diretamente mais de 100 destinos na América e na Europa, com ligação a mais de 750 destinos a nível mundial através de acordos com companhias aéreas parceiras de todo o mundo. Com mais de quatro milhões de membros no respetivo programa de fidelidade, o grupo registou receitas de vendas anuais combinadas de aproximadamente 4,3 mil milhões de dólares em 2013.
O grupo é formado por TACA Airlines, Líneas Aéreas Costarricenses de Costa Rica (Lacsa), TACA Perú, Servicios Aéreos Nacionales (Sansa), Aerotaxis La Costeña e Isleña de Inversiones (Isleña Airlines). Por parte da Synergy Aerospace Corp. : Avianca e Sam y Tampa, com opções de compra com o grupo em AeroGal de Equador e Avianca Brasil em OceanAir.
No dia 10 de maio de 2020, a companhia entrou com um pedido de recuperação judicial, em meio à crise decorrente da pandemia de COVID-19. A empresa havia tentado sem sucesso uma ajuda financeira do governo da Colômbia. Em processo nos Estados Unidos, a companhia havia estimado sua dívida entre US$ 1 bilhão e US$10 bilhões.